# Харт, Ева
Ева Мириам Харт (англ. Eva Miriam Hart; 31 января 1905 — 14 февраля 1996) — одна из выживших пассажирок океанского лайнера «Титаник», который затонул 15 апреля 1912 года в Атлантическом Океане. Она была последней юной пассажиркой, очень хорошо запомнившей катастрофу.

## Ранние годы
Ева родилась 31 января 1905 года в пригороде Лондона в Илфорде у Бенджамина Харта (25 декабря 1864—15 апреля 1912) и Эстер Ады Блумфельд (13 мая 1863 — 7 сентября 1928). В начале 1912 года Харты решили эмигрировать в Канаду в провинцию Манитоба, где Бенджамин запланировал открыть аптеку в Виннипеге.

## «Титаник»
Ева и её родители поднялись на борт «Титаника» 10 апреля 1912 года в Саутгемптоне в качестве пассажиров 2-го класса. Сама она вспоминала об этом так: «В тот день мы приехали на поезде. Мне было семь лет, и я никогда раньше не видела корабля. Он выглядел огромным. Все были очень взволнованы, мы спустились в каюту, и именно тогда мать сказала отцу, что твёрдо решила, что не будет спать на этом судне и просидит всю ночь… она решила, что не будет по ночам ложиться спать, и не спала же!» По неизвестным причинам Эстер стало не по себе сразу же, как только они взошли на борт. По её мнению, называть корабль непотопляемым (каким вся мировая общественность рекламировала «Титаник») было всё равно что бросать вызов Господу, и, опасаясь катастрофы, она все четыре дня отсыпалась только днём, а ночью бодрствовала целиком одетой.
Ева спала, когда Титаник столкнулся с айсбергом. Отец прибежал в их каюту, вывел жену и дочь на верхнюю палубу и посадил в спасательную шлюпку № 14. Как Ева помнила, на прощание он сказал ей: «Держись за мамину руку и будь хорошей девочкой». Это был последний раз, когда она его видела. Тело Бенджамина Харта, если и было найдено, то осталось неопознанным.
Из спасённых детей «Титаника» Ева в последующие годы была самой активной свидетельницей. В интервью 1993 года она сказала: «Я видела, как это судно затонуло. … Я никогда не закрывала глаза. Я вообще не спала. Я это видела, я это слышала, этого никто не может забыть. … Я помню цвета, звуки, всё. … Но самое худшее, что я помню, это крики. И последовавшую затем тишину. … Казалось, что как будто, как только все утонули и исчезли, то замер весь мир. Не было ничего, только эта смертельная, ужасная тишина тёмной ночи со звёздами наверху».

## Дальнейшая судьба
Оказавшись в Нью-Йорке 18 апреля, Ева с матерью недолго оставались в Америке, и вскоре вернулись в Англию, где Эстер вновь вышла замуж. Она умерла, когда дочери было 23 года, после чего Ева на целых четыре дня заперлась в комнате: её мучили воспоминания об океане и «Титанике».
На протяжении всей жизни Ева проработала в различных профессиях: певицей в Австралии, затем организатором британской консервативной партии, и какое-то время служила судьёй в Англии.
Среди спасшихся Ева была одним из самых ярых критиков «White Star Line» в отношении количества спасательных шлюпок: «Если судно торпедировали, то это — война. Если ударяется о скалу во время шторма, то это — природа. Но погибнуть только потому, что не было достаточного количества спасательных шлюпок, — это возмутительная нелепость.» Она также критиковала все попытки поднять останки корабля с момента его обнаружения Робертом Баллардом в 1985 году и, когда в 1987 году начались первые попытки, заявила, что «Титаник», по сути, является братской могилой и что все спасательные и научные суда, которые занимались подъёмом предметов, грабили погребение.
Харт была одним из немногих очевидцев, которые, описывая катастрофу, упоминали, что лайнер разломился на две части. Так же в интервью, входившем в документальные фильмы National Geographic "Секреты «Титаника» (1986) и Nugus-Martin Production «Великие тайны и мифы XX века» (1996), она уверенно заявляла: «Я с горечью подтверждаю, что там был корабль, он прошёл совсем рядом, мог прийти на помощь — и не пришёл».

## Последние годы
В 1982 году Ева по приглашению общества Titanic Historical Society Inc. вернулась в США и присоединилась к последним оставшимся в живых пассажирам по случаю 70-й годовщины катастрофы. В дальнейшем она ещё трижды посещала эти собрания выживших — в 1987, 1988 и 1992 годах. В 1994 году она выпустила автобиографию «Тень Титаника. История выжившего» (англ. Shadow of the Titanic – A Survivor's Story). 15 апреля 1995 года Ева и Эдит Браун присутствовали на открытии мемориального сада в Национальном Морском Музее в Гринвиче, где в честь 83-й годовщины катастрофы был установлен гранитный памятник.
Ева никогда не была замужем и не имела детей. Она умерла от рака 14 февраля 1996 года в хосписе в лондонском округе Чадуэлл-Хит. После неё в живых оставалось только восемь выживших пассажиров «Титаника». Один из расположенных в Чадуэлл-Хит пабов Уэзерспун носит её имя.

## В культуре
Эпизод прощания Евы с отцом был воспроизведён в «Титанике» Джеймса Кэмерона. Ева умерла незадолго до начала съёмок, интервью с ней были включены в документальный фильм о съёмках.